# Snøvsen (film)
 For alternative betydninger, se Snøvsen (flertydig). (Se også artikler, som begynder med Snøvsen)
Snøvsen er den første film i serien om Snøvsen, og blev udgivet i 1992.

## Medvirkende
- Bjarke Smitt Vestermark: Eigil
- Sara Scharling Vestergaard: Marianne, Eigils lillesøster
- Jannie Faurschou: Eigils mor
- Søren Sætter-Lassen: Eigils far
- Kurt Ravn: Lektor H. C. Blomme
- Søs Egelind: Fru Blomme
- Flemming Jensen: Frede
- Amalie Ihle Alstrup: Pernille
- Niels Olsen: Edvin
- Torben Zeller: Bager
- Daimi Gentle: Bagerkone
- Morten Suurballe: Betjent
- Niels Skousen: Betjent
- Ina-Miriam Rosenbaum: Snøvsen (stemme)
- Zophia Damsgaard: Sanne
- Nadi Mecovski: Tamjeed

## Ekstern henvisning
- Snøvsen på Internet Movie Database (engelsk)
- Snøvsen på Filmdatabasen
- Snøvsen på danskefilm.dk
- Snøvsen på danskfilmogtv.dk
- Snøvsen på Scope
- Snøvsen i Svensk Filmdatabas (svensk)
- Snøvsen på MovieMeter (nederlandsk)
- Snøvsen på AllMovie (engelsk)
- Snøvsen på The Movie Database (engelsk)